# Torres ingúixes
Les torres ingúixes (en ingúix: гӀалгӀай гӀалаш/вӀовнаш, romanitzat: ghalghai ghālash/vhóvnash) són torres de guaita medievals ingúix de pedra utilitzades com a residències, senyals i fortificacions. La majoria es troben als districtes de Sunzhensky i Dzheyrakhsky d'Ingúixia, al Caucas del Nord.
La construcció de torres al Caucas del Nord es va originar ja al primer o segon mil·lenni aC. Les restes d'habitatges ciclopes megalítiques es troben a prop dels antics pobles ingúix, com Targim, Khamkhi, Egikal, Doshkhakle i Kart.
Durant l'Edat Mitjana va proliferar l'edificació de torres, especialment a les muntanyes d'Ingúixia que s'anomenaven la 'terra de les torres', on la majoria de les torres existents daten dels segles XIII al XVII.
El 2022, l'oficina de turisme de la regió va rebre una patent del Servei Federal de Propietat Intel·lectual de Rússia per a l'eslògan 'Ingúixia - Pàtria de les Torres'. L'accés públic a algunes torres està limitat a causa de la llunyania, i moltes torres han patit danys importants a causa de les invasions que van començar amb el tsarat de Rússia i la conquesta russa del Caucas, fins a la deportació dels txetxens i els ingúix entre 1944 i 1957, que va destruir molts monuments històrics.

## Orígens i desenvolupament
Les restes d'edificis ciclopis megalítics fets de grans lloses de pedra i blocs sense morter es troben a les muntanyes d'Ingúixia, que els científics daten almenys al Neolític, o darrera edat de pedra, almenys 4500 aC. Aquests edificis s'aixecaven normalment com a fortificacions davant les entrades de les coves o al voltant dels habitatges. Van ser substituïts per estructures de pedra i morter. Les pedres de riu més rodones eren més difícils d'unir amb morter i poques vegades s'utilitzaven.
Les tribus Ingúix Koban del Caucas del Nord van construir torres de pedra a finals del primer al segon mil·lenni aC. En diversos habitatges megalítics es van trobar restes de ceràmica que daten del I mil·lenni aC, el període de la cultura Koban.

### Continuïtat del disseny al llarg del temps
Segons la seva disposició, la tècnica de la maçoneria i altres característiques, els edificis ciclopis tenen característiques comunes amb les torres posteriors a les muntanyes d'Ingúixia. Els investigadors assenyalen la continuïtat de l'arquitectura de la torre dels ingúix, que va estar molt desenvolupada a l'edat mitjana, a partir de la tècnica de construcció de pedra que va existir a les muntanyes del Caucas central des de l'època antiga.

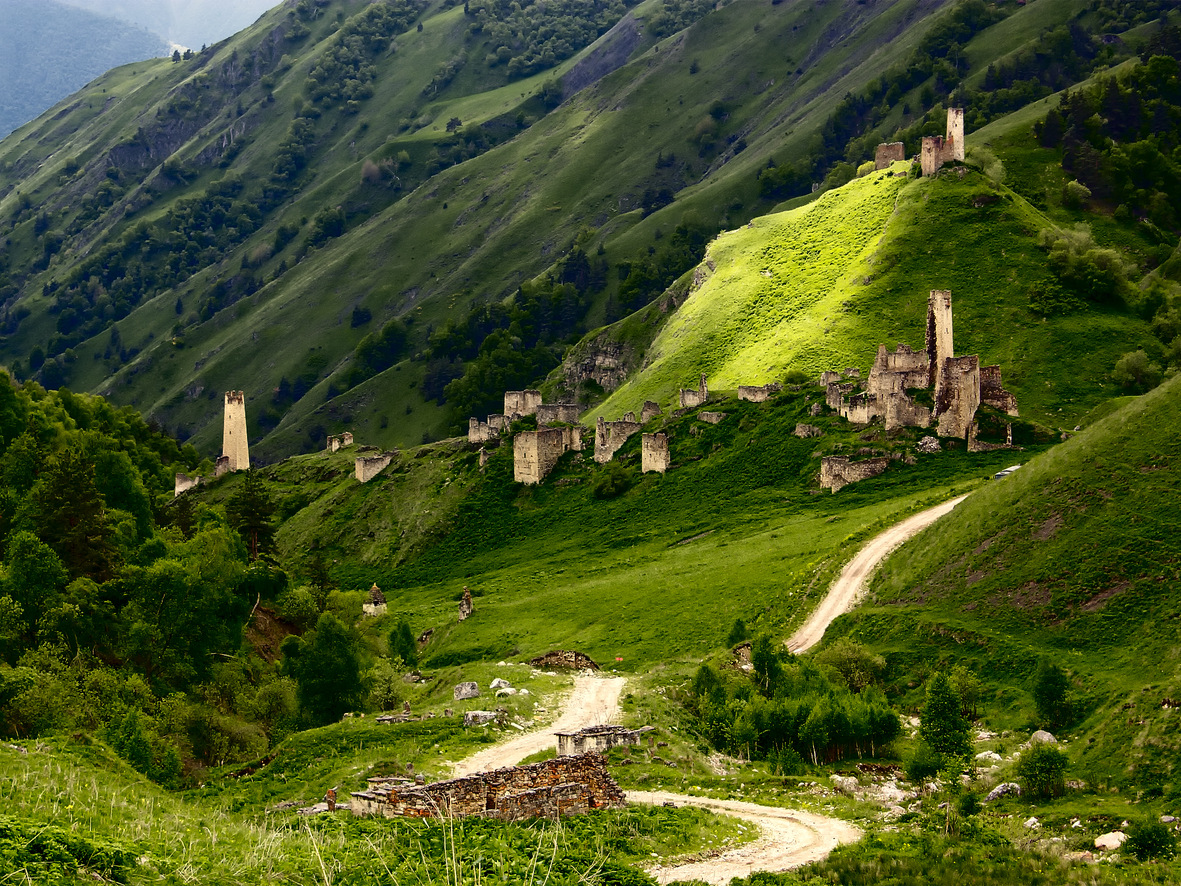
Assentament de torres a Tsori

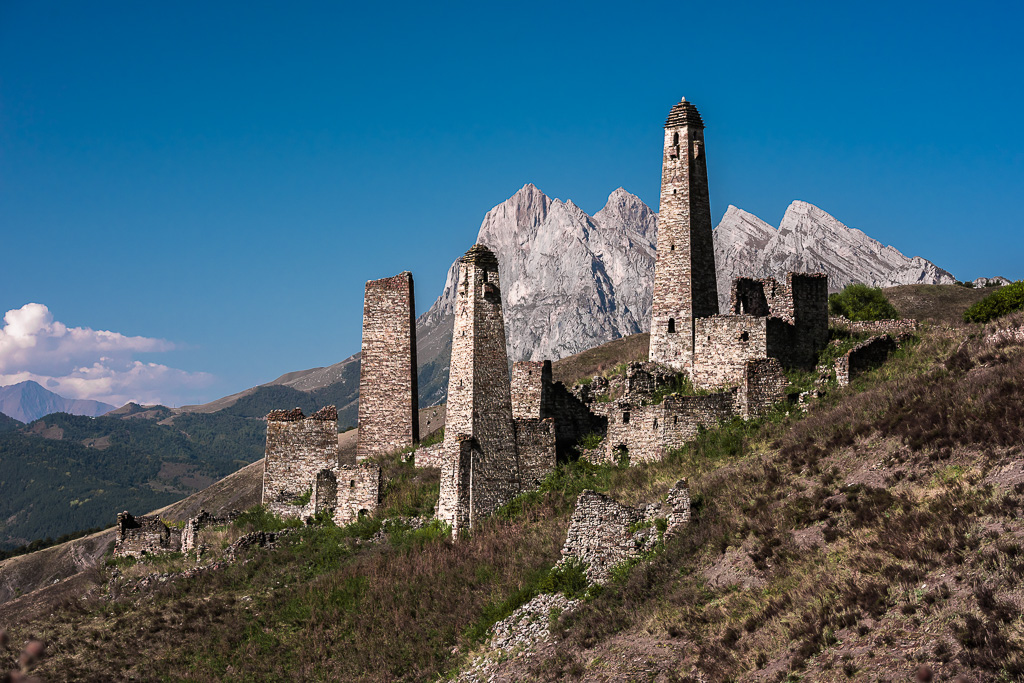
Complex de torres ingúixes a Pyaling

### Renaixement de l'edat mitjana
La cultura de les torres va reviure al Caucas del Nord durant l'edat mitjana, trobant la seva màxima quantitat i qualitat a les muntanyes d'Ingúixia. Aquest lloc de desenvolupament, combinat amb les tradicions etnogenètiques dels habitants de la regió i la continuïtat arquitectònica, han portat alguns investigadors a creure que els avantpassats dels ingúix eren el mateix grup que va construir torres a les regions muntanyoses que abastaven l'actual Ingúixia, Txetxènia, Ossètia del Nord i l'est de Geòrgia.
Hi ha uns 150 assentaments de torres (aüls) al districte actual de Dzheyrakhsky, i la majoria contenen torres de semicombat i de combat. Molts pobles estaven fortificats amb torres enllaçades per alts murs defensius de pedra. Les torres de combat assoleixen un gruix d'un metre a la base quan es combinen amb les muralles, cosa que reflecteix l'alt nivell de desenvolupament de l'arquitectura medieval ingúix i la regularitat de la guerra que inclou la invasió, els conflictes interns i el control de les rutes entre la Transcaucàsia i les planures del Caucas del Nord.
Els assentaments es van convertir en una fortalesa medieval a mesura que les seves poblacions van créixer. Cada assentament s'assemblava a una petita 'ciutat medieval', una entitat autosuficient habitada per parents propers d'un o més clans (teips). L'autoritat era conferida a un ancià electe que estava subjecte a la llei popular (adat) i gestionava les relacions exteriors. Els interessos dels 'ciutadans lliures i iguals' es van reflectir en la política. Els assentaments en un congost de muntanya podrien formar 'federacions de pobles i viles'. L'assentament més gran, o el més ben situat geogràficament per controlar el pas, actuava com a capital.

### Estil Ingúix
En comparació amb les torres de les cultures veïnes, l'estil arquitectònic de les torres ingúixes destaca per la seva gràcia i l'ús de la maçoneria per a petits detalls, com ara alimentadors de cavalls construïts en parets i tanques, pals d'enganxament que sobresurten com a bobines, marquesines de finestres, etc. Les torres ingúixes s'han descrit com a pintoresc. També tenen proporcions molt més altes d'alçada, amb amplada de la base de l'ordre de 10:1.
El 1931, el viatger i explorador ucraïnès M. Kegeles va escriure:
| « | Pels monuments antics que s'han conservat aquí, és obvi el talent i el talent que tenen els ingushs. Aquesta gent, que no sabia res de l'alfabet, en una època en què Moscou encara era un poble, ja construïen altes torres de pedra sobre roques, de 26 metres o més d'alçada. Podem dir que els primers gratacels no van aparèixer a Amèrica, sinó aquí, a les muntanyes del Caucas. | » |

L'arqueòleg i historiador soviètic Evgeny Krupnov va escriure a la seva 'Ingúixia medieval':
| « | Les torres de batalla d'Ingúixia es poden reconèixer realment com el cim del domini arquitectònic i constructiu de l'antiga població de la regió. Sorprèn amb la seva senzillesa de formes, monumentalitat i elegància estricta... Les torres ingúixes per a la seva època van ser un veritable miracle del geni humà. | » |

## Construcció i mestratge

### Ubicació i emplaçament
La ubicació dels assentaments amb torres es va basar en una sèrie de factors. Es van evitar zones subjectes a catàstrofes naturals com allaus, terratrèmols, inundacions i esllavissades de terra. Es van afavorir els llocs que controlaven rutes de transport com carreteres, creuament de rius i entrades de congostos.
Les condicions locals i la qualitat del sòl també eren importants. Eren necessàries fonts d'aigua dolça, en forma de petits rius i fonts, i molts pobles es trobaven a prop dels principals rius Assa i Armkhi. Es va evitar l'assentament a l'escassa i valuosa terra de conreu de les zones muntanyoses, per la qual cosa els assentaments de torres es van construir normalment sobre zones àrides amb sòl rocós, o sobre roques nues.

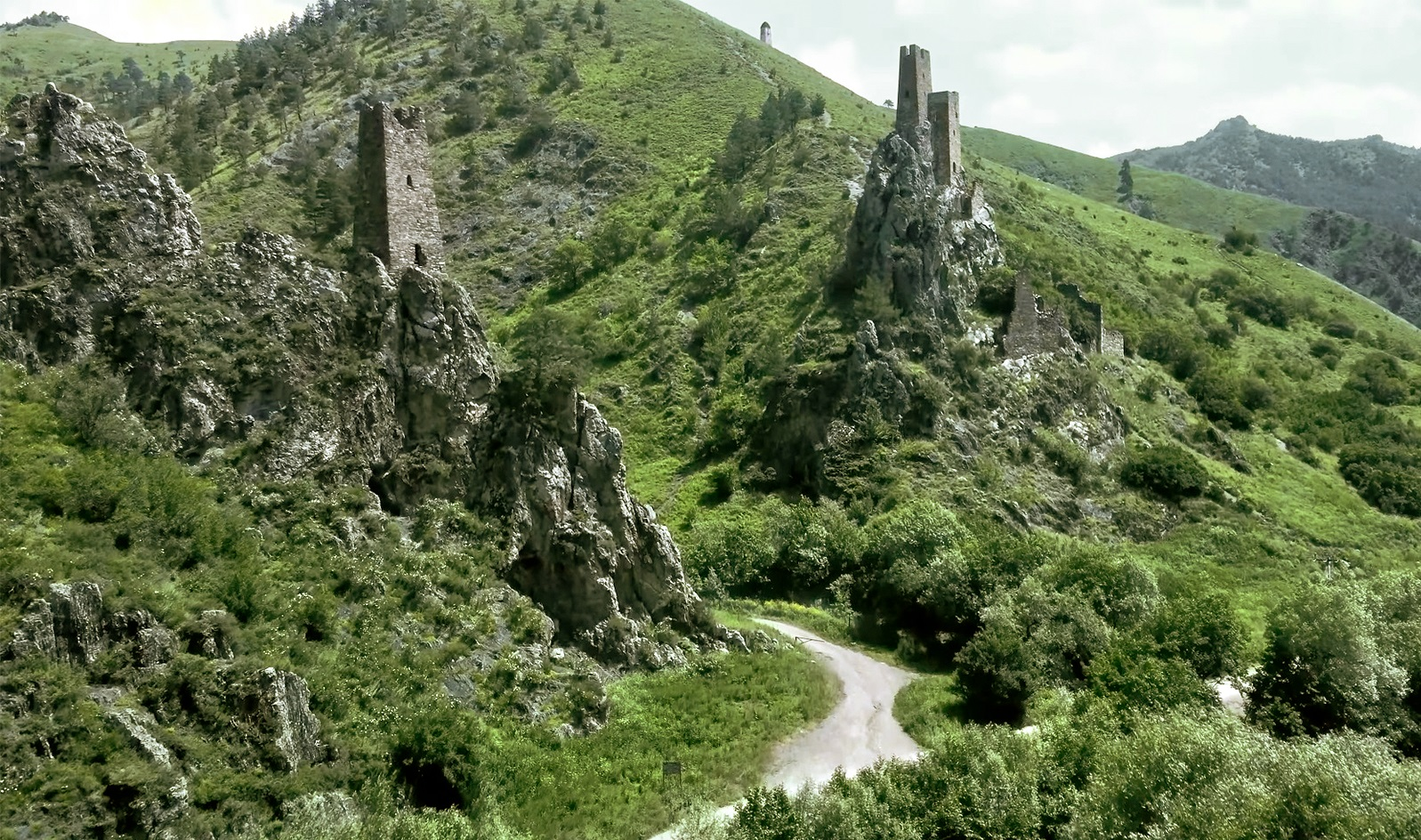
Vovnushki

A les muntanyes d'Ingúixia es poden observar diverses torres de senyalització i defensives construïdes sobre cornises rocoses. El més famós és el complex de torres de Vovnushki, que el 2008 es va convertir en finalista del concurs Set Meravelles de Rússia.

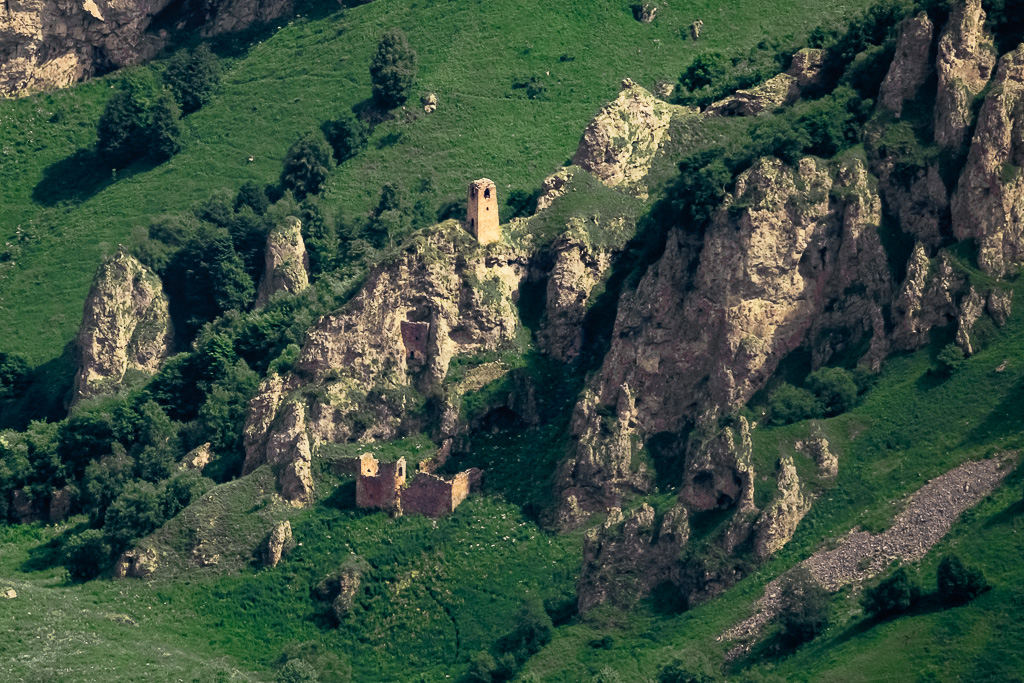
Torres a Khay

Construccions similars es troben a Khay i a la vall d'Assa d'Ingúixia. Dues torres de refugi rocoses, erigides en coves al vessant de la muntanya escarpada de la serralada rocosa sobre els pobles Metskhal i Garq. La segona torre d'abric es troba sobre la primera, i antigament cobria una gran cova. Ara la major part del mur s'ha ensorrat. S'han conservat els graons de pedra que condueixen a la cova.

### Pràctiques estètiques, culturals i constructives
L'estètica i la funcionalitat de les estructures de la torre es van observar estrictament. La construcció d'una torre ingúix va ser solemne i acompanyada de diversos rituals. Les primeres fileres de pedres estaven tacades amb la sang d'un animal de sacrifici. El contractista era responsable de garantir que el mestre d'obres fos alimentat.
No es van utilitzar bastides exteriors. El treball es va realitzar des de l'interior amb paviments provisionals recolzats sobre sortints de parets destinats a paviments permanents i lloses cantoneres. El sostre piramidal de les torres de combat va ser muntat des de l'exterior per artesans suspesos amb corda. Un cop acabada la maçoneria, el mestre d'obres exigia una quota de 'descens' i feia una empremta a mà -cisellada o en morter humit- a l'entrada de la torre.
Hi ha cançons populars ingúixes (illi) sobre la construcció de torres, que glorifiquen la seva bellesa, habilitat i talent dels artesans. Una d'elles es diu 'illi sobre com es va construir la torre'.
El prestigi d'un clan Ingúix es veia afectat per les torres. Un temps de construcció de més d'un any es percebia com a feblesa. L'enfonsament de la torre també afectava la reputació de la família propietària, el raonament era que la família havia estat massa feble i pobre per fer el pagament complet als constructors. La riquesa familiar era la mesura important, ja que les diferències de classe eren desconegudes a Ingúixia. La construcció de la torre era una ocupació honorable. Els arquitectes eren coneguts pel seu nom, així com la reputació dels constructors. Els artesans eren ben recompensats per completar torres de combat.

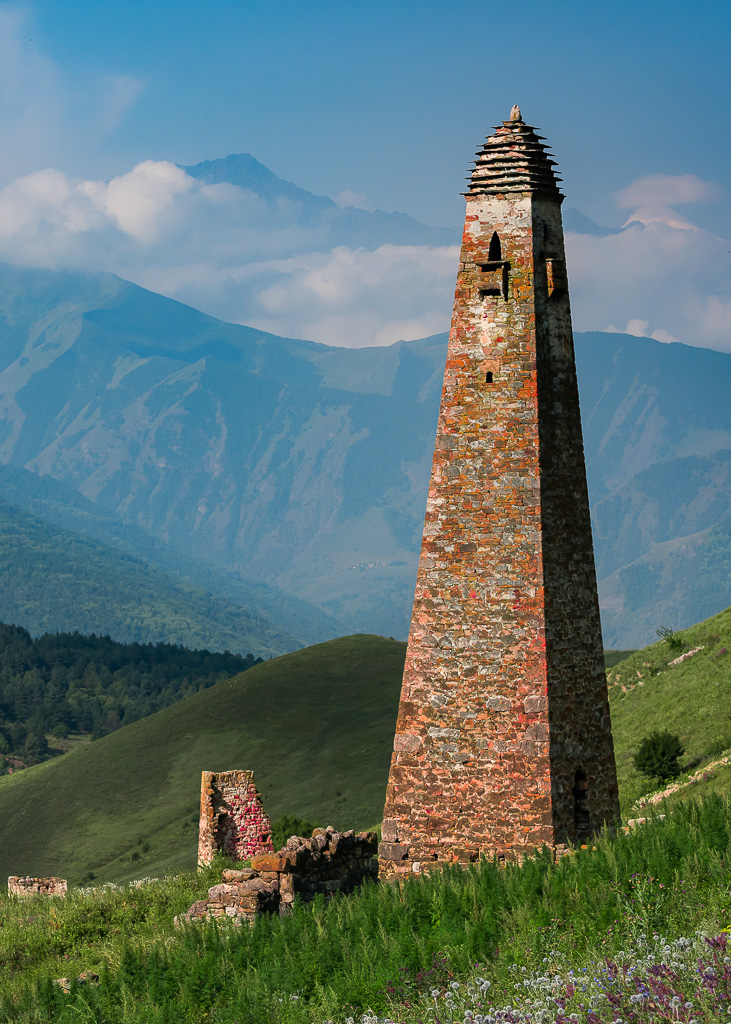
Torre de combat (vhov) a Niÿ

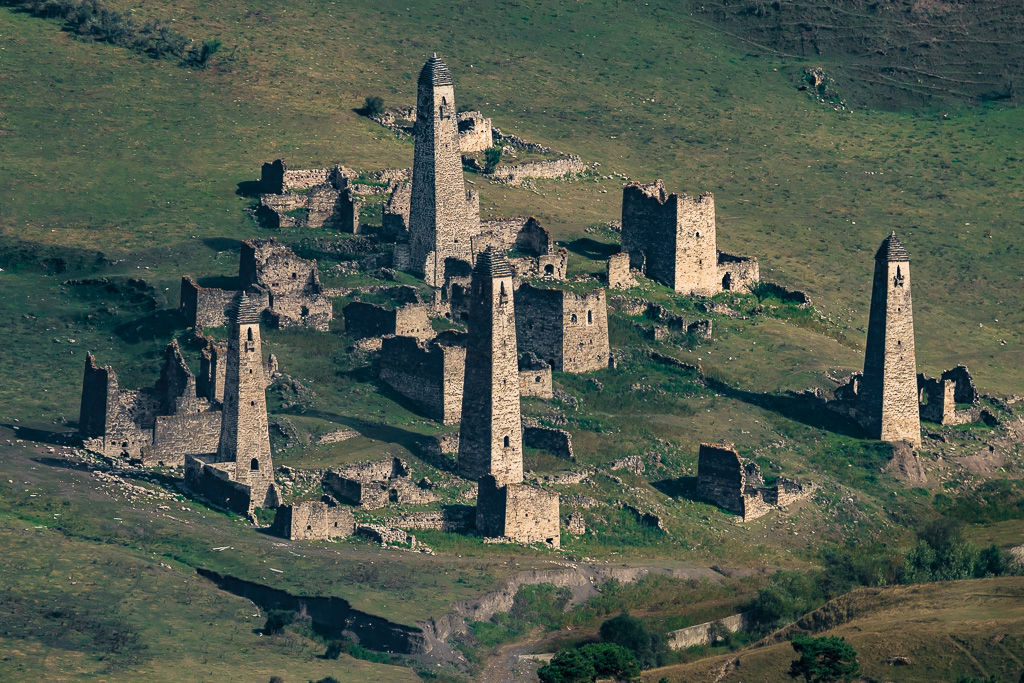
Targim

### Mestres d'obres ingúixos
La construcció va ser un negoci ben desenvolupat a la Ingúixia medieval. La literatura científica esmenta funcions especialitzades, com ara miners de pedra, talladors de pedra i transportistes contractats. Els mestres picapedrers eren hàbils artesans; requerien formació, experiència i eines especialitzades per donar forma a les pedres amb "precisió de joier". Els constructors necessitaven una formació professional encara més complexa. Es requerien les habilitats i l'experiència d'un artesà professional per construir torres de combat; que els edificis residencials i comercials menys complexos no ho feien.
Els constructors, o 'artistes de pedra' (en ingúix: тӏоговзанча, romanitzat: thogovzancha), eren especialistes en la construcció d'edificis residencials de diversos pisos d'alta qualitat, diversos tipus de criptes, temples i santuaris. Un subconjunt de mestres ingúixos eren responsables d'edificis religiosos associats a conceptes sagrats per als muntanyencs. Aquests mestres van ser honrats i reconeguts per les seves habilitats professionals i la seva conducta moral i ètica. Els mestres d'obres reconeguts i famosos de l'edat mitjana van ser: Yand, d'Erzi; Dugo Akhriev, de Furtoug; Dyatsi Lyanov, de Furtoug; Khazbi Tsurov, de Furtoug; Baki Barkhanoev de Barkhanē; Erda Dudarov, de Guli; Arsamak Evloev, de Yovli; Khing Khanie, de Khyani; Tet-Batyk Eldiev, de Targim; i molts altres.
L'ofici de la construcció era a vegades obra de confraries familiars gairebé senceres, una mena de 'clan professional'. Aquests artesans reconeguts, especialment en la construcció de torres militars (vhov), incloïen, per exemple, la família Barkinkhoev dels pobles de l'Alt, Mitjà i Baix Ozig (Ozdik). Els mestres ingúixos també eren coneguts fora d'Ingúixia, a Txetxènia, Ossètia i Geòrgia.
Els estudiosos han assenyalat el paper principal de l'escola d'arquitectura ingúix durant els segles XIV-XVIII a l'àrea que cobreix els territoris de l'actual Txetxènia, Ingúixia, Ossètia del Nord i les regions de Geòrgia del Nord.
Després d'explorar l'arquitectura ingúix, els etnògrafs Vladimir Basilov i Veniamin Kobychev van concloure que la superposició de diversos mètodes tècnics en edificis ingúixos, des dels més primitius fins als més avançats, i també genèticament interconnectats, indica que l'arquitectura local es va desenvolupar principalment a partir de l'acumulació de la pròpia experiència, i no es va veure afectada per cap influència externa. L'evident continuïtat amb els monuments de l'edat del bronze fa buscar els orígens de l'arquitectura de pedra entre els ingúixos en temps antics. Així ho va afirmar l'investigador soviètic Arkady Goldshtein, que va proclamar l'evidència existent del treball dels mestres d'obres ingúixos a Ossètia, Geòrgia del Nord i Txetxènia, tot i que no hi havia cap evidència que els mestres estrangers fossin convidats mai a construir a Ingúixia.

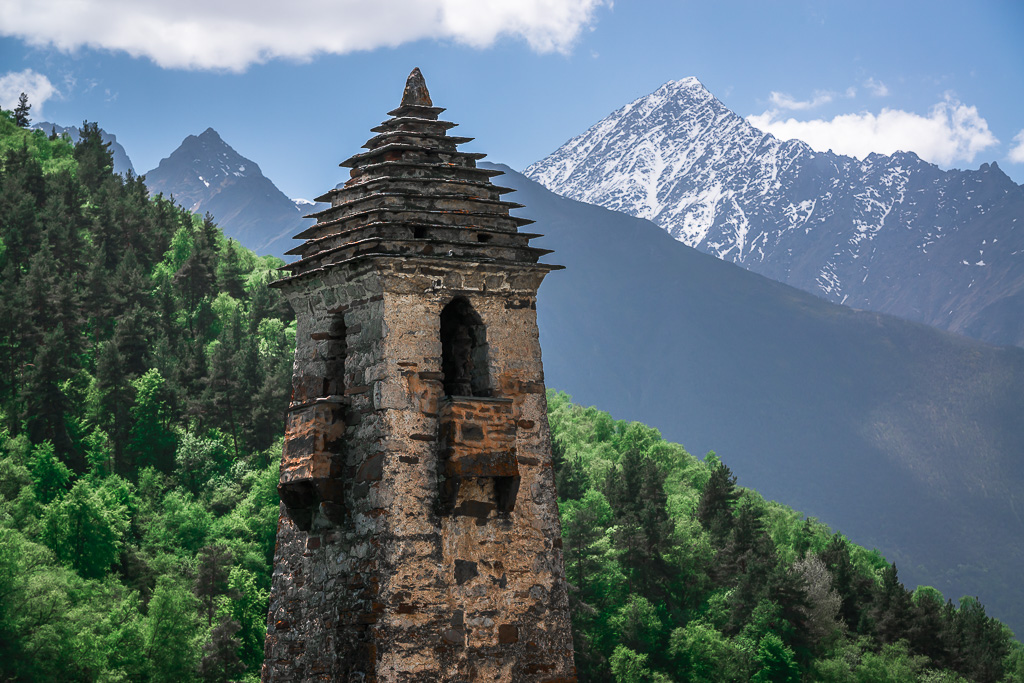
Torre de combat a Khyani

### Torres amb cobertes piramidals
La majoria de les torres de piràmide esglaonada es van construir amb cinc pisos i aconseguien una alçada de 20 a 25 metres, així com torres de sis pisos l'alçada de les quals oscil·lava entre els 26 i els 30 metres. Són les més perfectes en termes arquitectònics i, per regla general, formen part dels recintes dels castells. Hi havia torres similars a pobles com l'Alt i el Baix Ezmi, Pkhamat [ru], Baix Dzheyrakh, Lyazhgi, Morchi, Erzi (poble), Alt Khuli, Khyani, Doshkhakle, Ali i Baix Kart, Alt, Mitjà i Baix Ozig, Kiÿ, Egikal, Pŭy, Pyaling, Niÿ i altres.
El sostre piramidal esglaonat de la torre, normalment, constava de tretze lloses de pissarra i estava coronat amb una gran pedra en forma de con. El professor Evgeny Krupnov va considerar les torres amb sostre piramidal com 'una expressió de les característiques purament individuals de la cultura ingúix'. Basant-se en dades etnogràfiques i arqueològiques, l'especialista en el camp de l'arquitectura de pedra caucàsica Arkady Goldshtein creia que la torre de combat amb sostre piramidal esglaonat es va originar a Ingúixia.

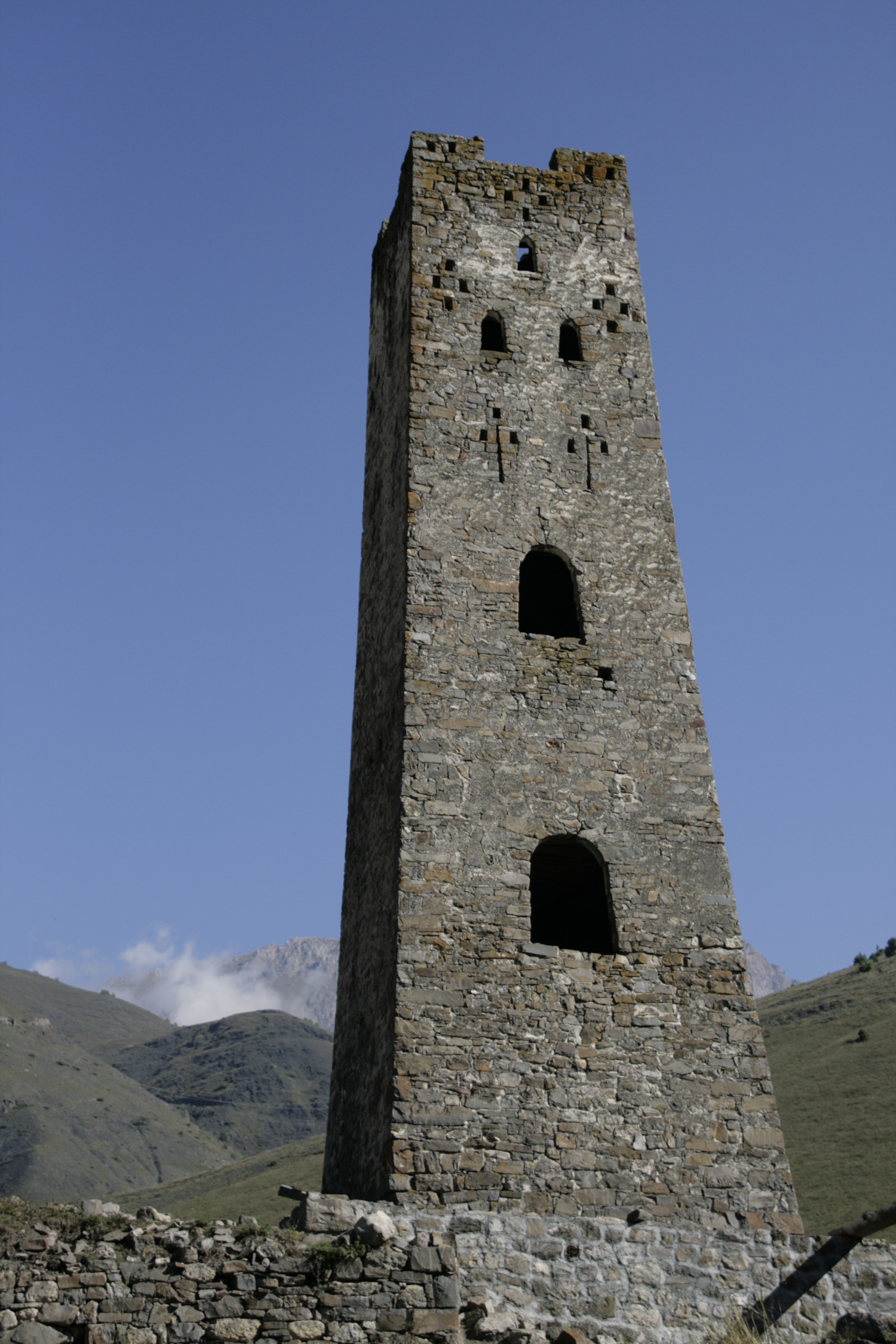
Torre de combat Byalgan (segle XIII)

### Torres amb coberta plana
Les torres de coberta plana es construïen normalment amb 4-5 pisos. Les seves cobertes estaven reforçades per a la defensa amb un parapet o corona emmerletada. La seva alçada variava de mitjana entre 16 m (per exemple, el poble de Metskhal) i els 25 m (per exemple, el poble de Barkinkhoy). Les torres de combat amb coberta plana, que acabaven amb un alt parapet (barrera), es troben als pobles Furtoug, Kharpe, Lyazhgi, Falkhan, Shoani, Gadaborsh, Qost, etc. Els recintes castellers del poble estan equipats amb torres amb merlets a les cantonades de la teulada a: Govzt, Metskhal, Garq, Bìsht, Nyaqaste, Biysar, Tsori i altres.
Un exemple de torre d'aquest tipus és també la torre de combat Byalgan. Es troba al vessant del mont Myat-Loam al poble de Byalgan. Es tracta d'una torre de combat de 16 metres amb teulada plana i capçal emmerletat. Hi ha quatre torres residencials més a prop. Es tracta de monuments arquitectònics dels segles IX-X, però aquesta torre en particular data del segle XIII.

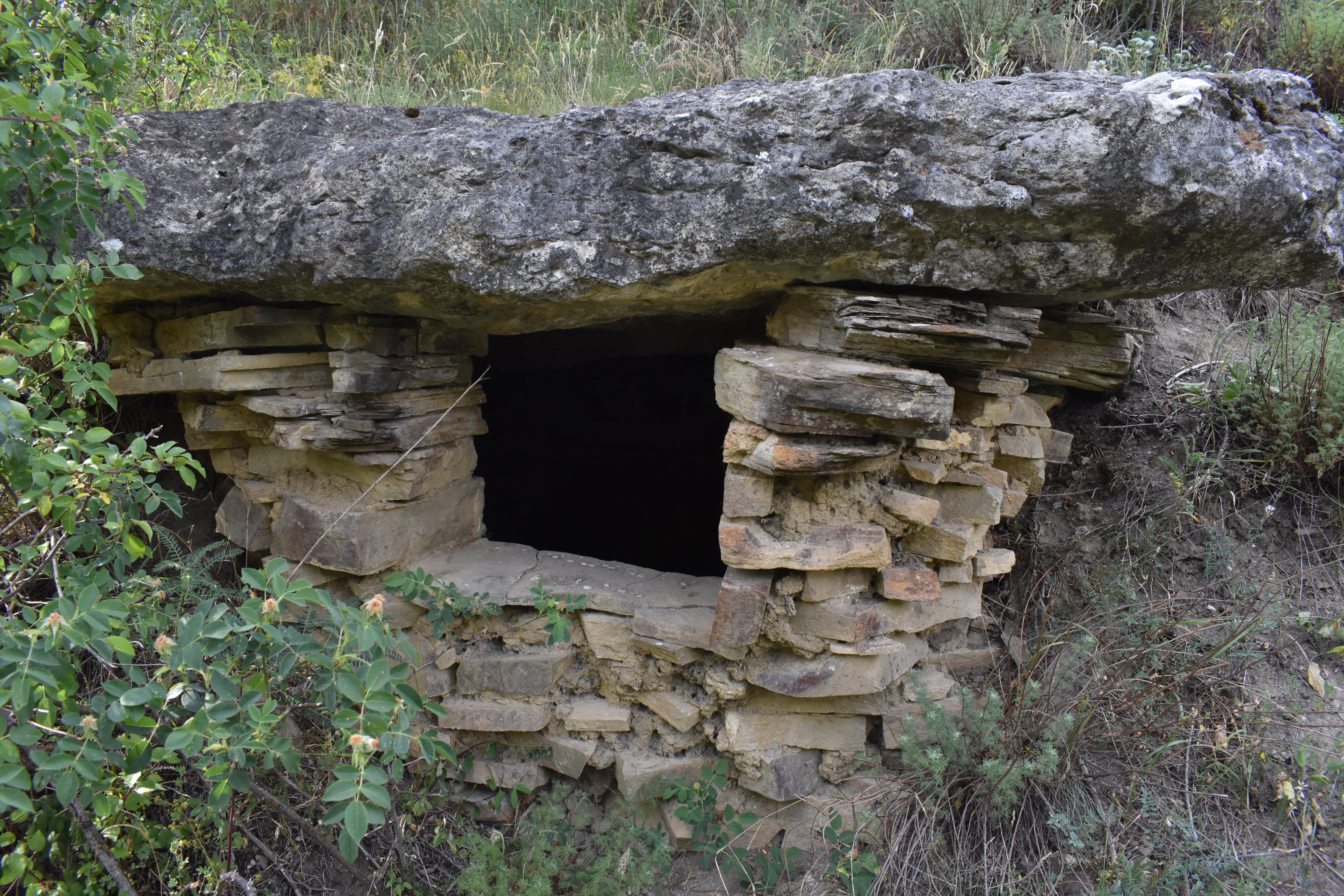
Una cripta semisubterrània del període Kuro-Araxes a Egikal

## Propòsit
Basant-se en el principi de la finalitat funcional dels monuments ingúixos, l'arqueòleg i historiador de l'art Leonid Semyonov els va dividir en tres grups principals, el propòsit dels quals era defensiu, religiós o funerari.
El professor d'arqueologia, Evgeny Krupnov, va proposar una tipologia similar. El seu primer grup incloïa estructures residencials i defensives monumentals, torres residencials (ghalash), torres de combat (vhovnash), castells fortificats, fortificacions i muralles defensives. El segon grup incloïa estructures funeràries que inclouen criptes de pedra subterrànies, semisubterrànies i sobre el sòl (kashamash), enterraments de coves i terra, cistes i túmuls. El tercer grup incloïa temples antics (per exemple, Alby-Yerdy, Tkhaba-Yerdy), diversos tipus de santuaris pagans (per exemple, Dyalite, Myat-Seli, Mago-Erda, Tumgoy-Erda, Kog-Erda, etc.) i esteles de carretera (churtash).

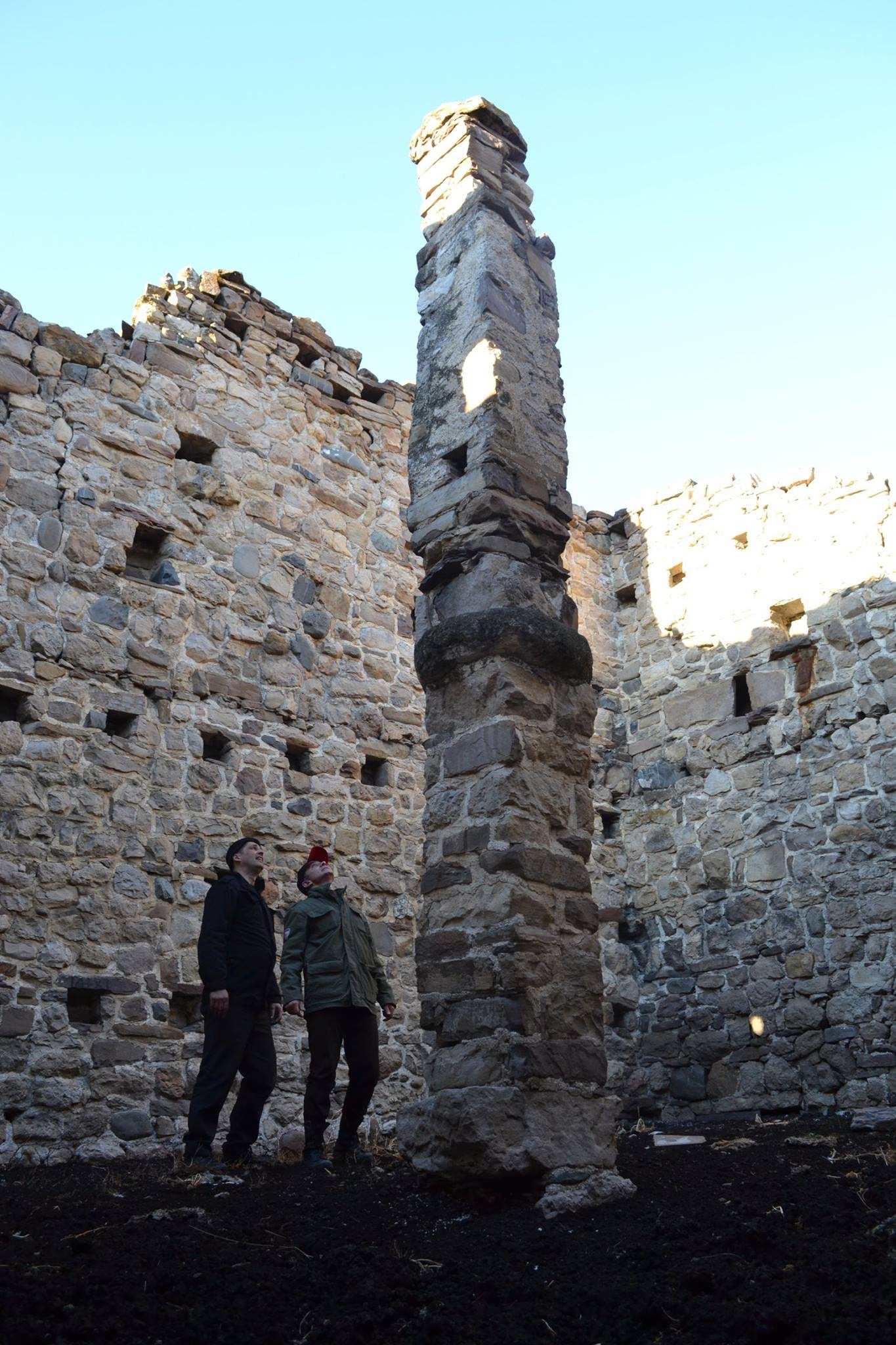
Pilar de suport central (erdabhoagha) d'una torre residencial ingúix

### Torres residencials
La torre residencial o familiar (en ingúix: гӀала, romanitzat: ghāla) era un edifici de pedra quadrada o rectangular, normalment construït en dos o tres pisos, amb una teulada plana de terra ben recoberta d'argila. L'alçada de la torre de tres pisos assolia una mitjana de 10-12 metres, i les dimensions de la base variaven de 5×6 a 10×12 m. Els murs de la torre s'estrenyien cap a la part superior, que és un detall distintiu de l'arquitectura ingúix de l'edat mitjana. Per exemple, les torres de combat o de batalla tenien un angle d'estrenyiment important de les parets, arribant a una mitjana de 10-11 graus. A la torre de batalla del poble d'Alt Leymi, l'angle d'estrenyiment de les muralles arriba a un rècord de 14 graus, cosa que li dona una harmonia especial al seu aspecte.
La maçoneria dels murs de les torres residencials, que constava de blocs de pedra toscament processats, era més primitiva en comparació amb la maçoneria de les torres militars. La tasca de construir un edifici residencial era diferent d'una de combat, ja que requeria la ràpida finalització de la construcció per establir una família, de manera que no es va prestar tanta atenció a l'aspecte. Les torres es van aixecar a tot arreu a la muntanya d'Ingúixia amb morter de calç, i la part superior es va cobrir amb una gruixuda capa de guix groc o blanc groguenc, i les costures de maçoneria es van cobrir amb morter des de l'interior. Aquest va ser un detall característic de tots els monuments arquitectònics de la muntanyosa Ingúixia, torres militars i residencials, criptes i santuaris. Segons la llegenda, al morter de calç se li afegia llet o sèrum de llet i ous de gallina.
El primer pis de la torre residencial estava dedicat a un estable, en el qual el bestiar anava lligat al pessebre en una seqüència determinada. Es va disposar un racó especial per al cavall. Part d'aquesta habitació estava tancada; en aquest racó s'emmagatzemava gra. En alguns casos, tot el segon pis va ser desbrossat per al bestiar petit, on el bestiar era conduït per un paviment de fusta disposat a tal efecte. Al mig de la torre, des de la mateixa base, s'alçava un pilar de pedra quadrangular (en ingúix: ердабӏоагӏа, romanitzat: erdabhoagha), que servia de suport a les grans bigues gruixudes de les plantes intermedies. Les travessaven bigues més primes, recolzades en un extrem sobre les pedres del costat oposat que sobresurten paral·leles a elles. Es col·locava brancam a sobre de les bigues, sobre les quals s'abocava i compactava argila.
A la majoria de les torres, el segon pis era l'espai habitable principal (en ingúix: лакхера цӏа, romanitzat: laqera ts'a). De mitjana, tenia una superfície de 40-45 m², en algunes torres l'àrea era força important: 60-70 m². L'alçada d'aquest pis superava els 3-4 m. Era una habitació espaiosa que contenia articles bàsics per a la llar: roba de llit, vaixella i estris. Aquí també es construïa una llar central (en ingúix: кхуврч, romanitzat: quvrch), per sobre de la qual descendia una cadena suprafocal (en ingúix: зӏы, romanitzat: z'y). La família passava la major part del temps en aquesta habitació, lliure de feina i altres preocupacions. L'últim pis estava destinat a emmagatzemar aliments i material agrícola. També era una habitació per als hostes de descans, que en rebre'ls a la sala d'estar, s'allotjaven a la nit en una habitació superior a part, on s'hi habilitava un lloc especial per dormir. De vegades s'hi afegia un balcó al tercer pis, que tenia una finalitat econòmica. Inicialment, una ghala també tenia un significat defensiu, que es confirma amb els detalls estructurals de l'arquitectura: parapets protectors a la coberta de les torres, construcció de nombroses ranures i espitlleres, compartiments per a la guarda dels criats (presoners de guerra), etc.

### Torres de semicombat
Els investigadors consideren que les anomenades torres de semicombat són una forma de transició de torres residencials a torres de combat. Es diferencien de les torres residencials i de combat perquè contenen elements d'ambdues. Es van construir en 3-4 plantes. A la base, les torres de semicombat són quasi quadrades i tenen una superfície més petita en comparació amb les residencials. Les seves mides oscil·len entre 4,5-5 m d'amplada i 5-5,5 m de llarg. L'alçada és de 12-16 m. Aquestes torres no tenen pilars centrals de suport, sinó que tenen balcons penjants aparellats, com torres de batalla. El sostre dels murs, com els de les torres residencials, és pla i fet de troncs. L'entrada està situada de la mateixa manera que per a les torres residencials, a la planta baixa. És molt rar trobar torres de semicombat on l'entrada, com les torres de combat, es troba al segon pis.

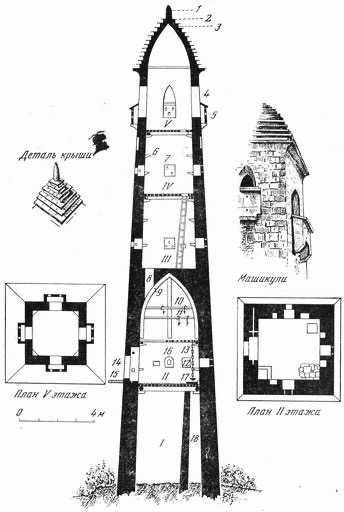
Seccions d'una torre de combat ingúix, dibuixades per Ivan Shcheblykin el 1928

### Torres de combat
L'assoliment més alt de l'arquitectura de la torre ingúix s'associa amb la construcció de les torres militars (de combat) (ingúix: вӀов, romanitzat: vhóv). Les torres de combat ingúix eren de diversos tipus, que, segons expliquen els experts, tracen l'evolució de la tecnologia per construir estructures defensives a les muntanyes del Caucas del Nord. Es creu que les torres de combat van aparèixer durant la millora de les tècniques constructives, a través de l'evolució de les torres residencials, primer en torres de semicombat, després en torres de combat amb corona plana i, finalment, en torres amb coberta piramidal esglaonada. Alhora, l'aparició de torres més avançades no va suposar el cessament de la construcció de tipus anteriors; tots van continuar erigint-se igualment fins a la baixa edat mitjana.
Cada planta de les torres de combat tenia les seves pròpies funcions específiques. Un dels primers a tractar de caracteritzar aquestes funcions va ser l'arquitecte Ivan Shcheblykin, que va escriure: 'el primer pis estava destinat als presoners, el segon per als guàrdies i defensors, el tercer i quart per als defensors i la família, i el cinquè per als observadors i família.' El primer pis servia de presó per a presoners i d'emmagatzematge de subministraments agrícoles; amb aquesta finalitat estaven equipats amb 'bosses' especials de pedra en forma de con, és a dir, compartiments a les cantonades de la torre. Només s'hi podia entrar per un forat quadrat des del segon pis. L'entrada a la torre se situava normalment al nivell del segon pis, cosa que també privava els potencials enemics de l'oportunitat d'utilitzar un ariet. Era una porta adovellada, tancada des de dins amb forts porticons de fusta i tancada amb una biga de fusta que lliscava en el gruix dels murs. Només algunes torres, situades en llocs de difícil accés, tenien una entrada a la planta baixa.
El segon pis servia d'habitatge en cas de setge. Per sobre, així com per sobre del pis superior, s'hi construïen sostres de pedra en forma de falsa volta tancada (a quatre vessants). Aquest sostre, a diferència d'un de fusta, no es podia incendiar si els assetjadors irrompien a dins, i els assetjats es tancaven a dalt. També es pretenia potenciar la resistència sísmica de la torre, per la qual cosa, en completar-se amb una forta volta de pedra que reforçava els quatre murs, el segon pis esdevenia un suport addicional per a les plantes posteriors. Algunes torres de combat (en particular, el complex Lyazhgi [ru], construït pel mestre d'obres Khanoy Khing) es van reforçar amb una volta de pedra addicional entre el quart i el cinquè pis per donar-los una força especial. I en la majoria dels casos, altres pisos verticals estaven dividits per terres de fusta sostinguts per cornises i cornises especials de pedra. La comunicació entre pisos es feia a través d'espais quadrats reduïts, escotilles equipades a les cantonades de les torres, per escales en forma de troncs dentats. Aquests passatges entre pisos es disposaven en ziga-zaga. A partir del segon, cada pis tenia claraboies, nínxols de combat (espitlleres) i escletxes de visualització (ulls). La construcció de les espitlleres es duia a terme de manera que es cobrissin, si era possible, tots els accessos a la torre.
Al nivell de l'últim (cinquè o sisè) pis, que era el principal punt d'observació i al mateix temps la plataforma principal de combat, s'hi guardaven armes: pedres, arcs, fletxes, pistoles. A la part mitjana de cadascuna de les parets del pis hi havia nínxols de portes (espitlleres). Estaven cobertes amb balcons penjants de pedra especials, és a dir, matacans (en ingúix: чӏерх, romanitzat: ch'erkh). La part superior de l'espitllera romania lliure per a l'observació. L'arqueòleg Maksharip Muzhukhoev va suggerir que l'elecció de construir un o altre tipus de torre defensiva depenia del terreny. Basant-se en l'arquitectura de torres amb un sostre esglaonat piramidal, que es distingeixen per la màxima capacitat defensiva, Muzhukhoev creia que aquest tipus de torre es va aixecar en llocs de fàcil accés, l'aproximació a la qual no estava fortificada de manera natural. Aquestes torres es van construir tenint en compte que l'enemic podria acostar-se als murs de la torre. En llocs de difícil accés, des del punt de vista d'un possible assalt, es van aixecar torres de coberta plana menys fortificades.

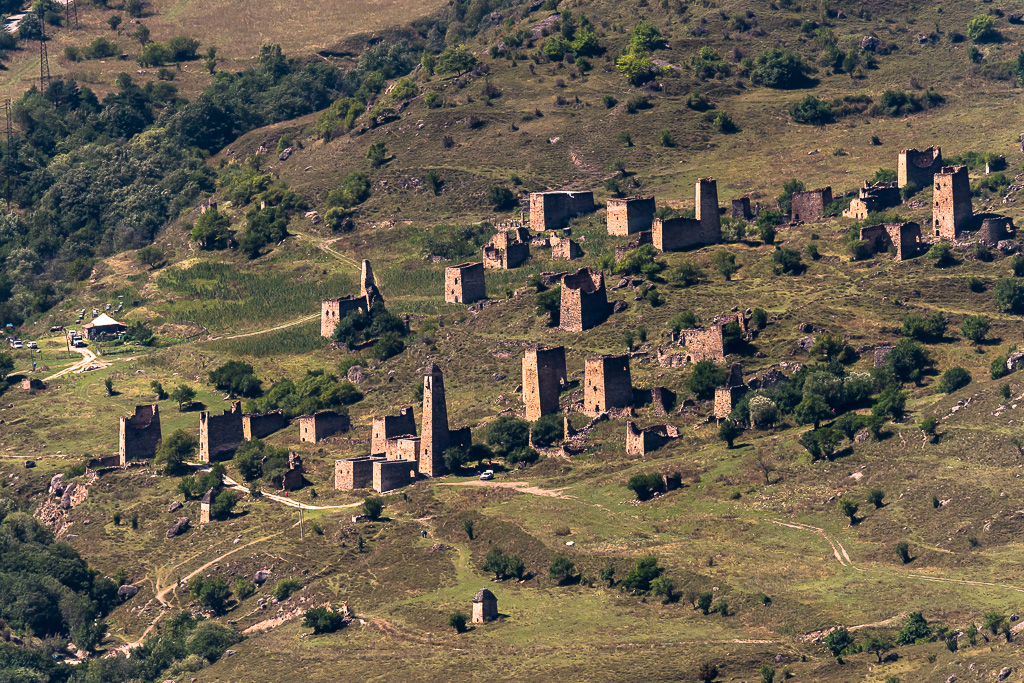
Egikhal

### Torres de vigilància
Tot i que les torres de combat es van construir simultàniament amb finalitats de senyal i militars, diverses torres (postes avançades) es van construir únicament amb el propòsit d'alertar els pobles propers d'un perill que s'aproximava (per exemple, Ghalghai Koashke, Zem-Ghala, Kur-Ghala, torre Maiden, Pẋagalbäri, Gir, castell de Chozh, etc.). La majoria d'aquestes torres de vigilància es van construir sobre penya-segats en congostos de muntanya, però diverses estaven situades en llocs estratègicament importants de la plana o del piemont, com l'assentament medieval de la torre de Zaur, des de la que la zona circumdant era visible des de la distància.
| «                      | Des de l'antiguitat, a les muntanyes del Galgai, la gent tenia assentaments fortificats que s'estenia als actuals Khevsureti i Tusheti. Al llarg de les gorges dels rius Terek i Assa existien murs de pedra anomenats 'Galgai Koashke' amb torres de vigilància que asseguraven els passatges, les restes dels quals encara són visibles avui dia. | » |
| — F. I. Gorepekin, [1] | |   |

### Sistema de senyalització Ingúix
Els pobles ingúix es van construir a prop els uns dels altres, amb intervals de 500 metres a un quilòmetre. Des d'un poble sempre era possible veure les torres de combat dels seus veïns: les torres també s'utilitzaven com a torres de senyal; en qüestió de segons, es podia transmetre un senyal d'alarma al llarg de molts quilòmetres. Quasi tots els pobles estan 'enganxats' als cims dels turons, als vessants dels congosts o als careners de les carenes. Si s'observa un mapa de la muntanya d'Ingúixia, s'observa que els pobles torre s'estenen en una cadena contínua al llarg de les valls d'Assa, Armkhi i els seus afluents.

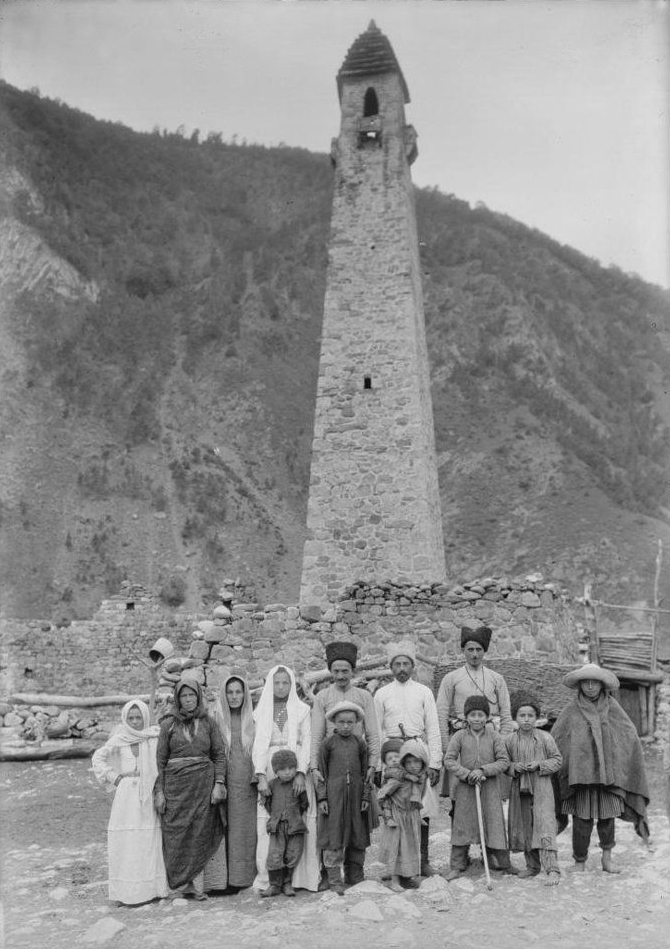
Puy (finals del segle XIX)

## El llegat cultural
Normalment a l'entrada de la torre hi ha una empremta de la mà de l'artesà que va aixecar l'edifici. Era una mena de garantia de la força de la creació de l'arquitecte, que ha quedat confirmada pel temps: les torres van sobreviure als seus creadors durant molts segles.
Moltes torres tenen tallats petròglifs. Entre ells hi ha rètols semblants a lletres, dibuixos en forma de creus, espirals, esvàstiques, cercles solars, imatges d'articles per a la llar i armes. També es representaven símbols familiars a les torres.
La cultura de la torre d'Ingúixia, un llegat vibrant de la cultura material antiga, és única tant al Caucas com a tot el món. Els ingúix com a grup ètnic estan mentalment inextricablement vinculats amb la seva cultura de torre. Es creu que durant molts segles els complexos de torres van desenvolupar entre els muntanyencs ingúix un sentit estètic de la bellesa, un sentit de la cura de la casa com a santuari familiar, que és un dels fonaments del codi d'honor ingúix: Ezdel.

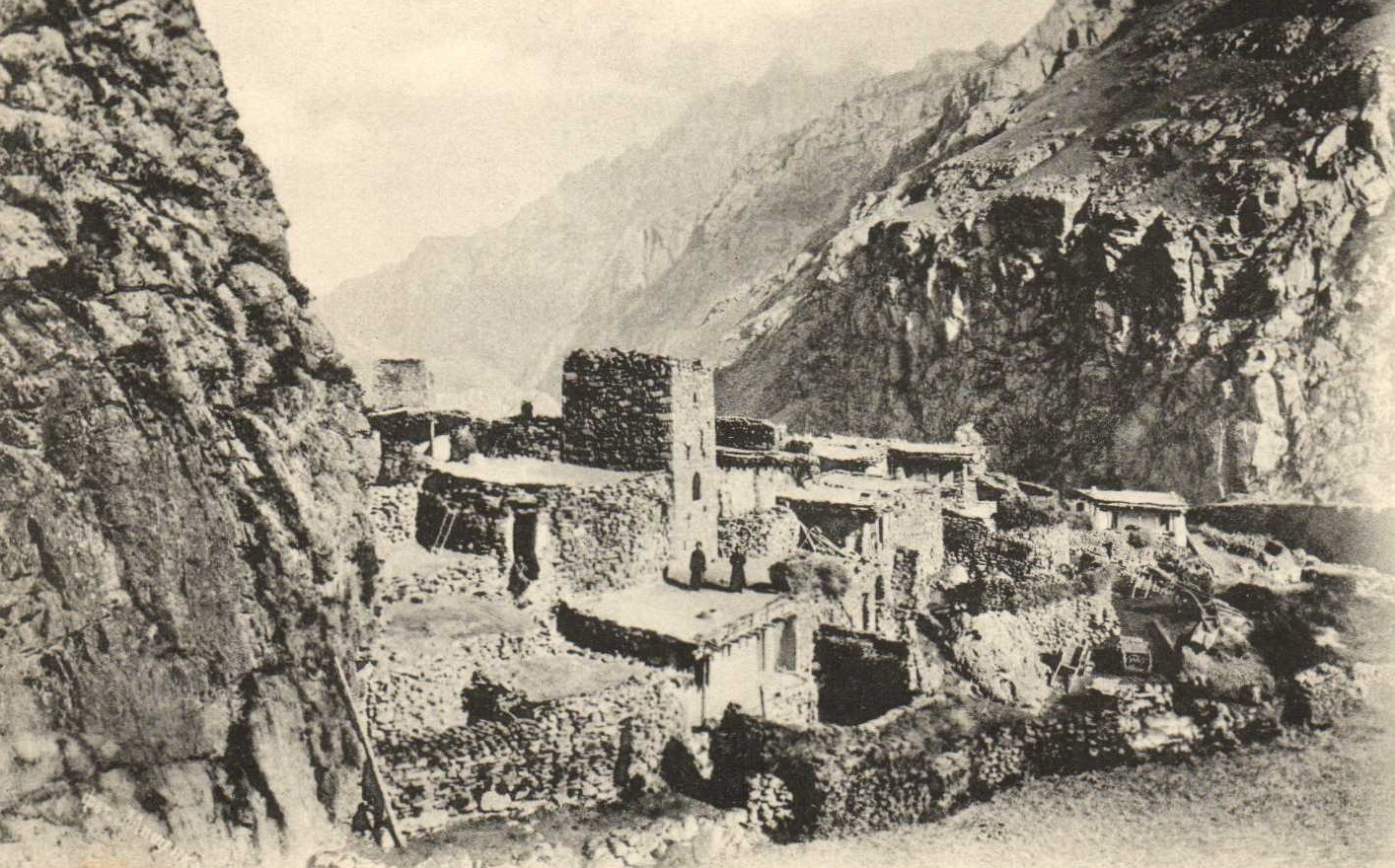
Gveleti (1902)

## Accés i Conservació
L'accés a moltes torres està limitat a causa de la distància o les restriccions de la zona fronterera.
La conservació també és un problema, ja que es van causar danys significatius a les torres per les invasions durant l'època dels tsar de Rússia, la conquesta russa del Caucas, la revolució russa i la deportació dels txetxens i els ingúix de 1944 a 1957, que van destruir la meitat dels monuments històrics del país.